# هاري دبليو. أديسون
هاري دبليو. أديسون (بالإنجليزية: Harry W. Addison)‏ هو كاتب أمريكي، ولد في 8 سبتمبر 1920، وتوفي في 24 أغسطس 2003.